# 芸術文化観光専門職大学

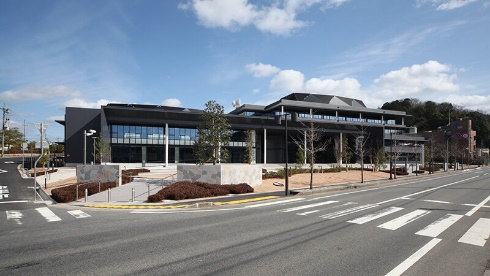
本館

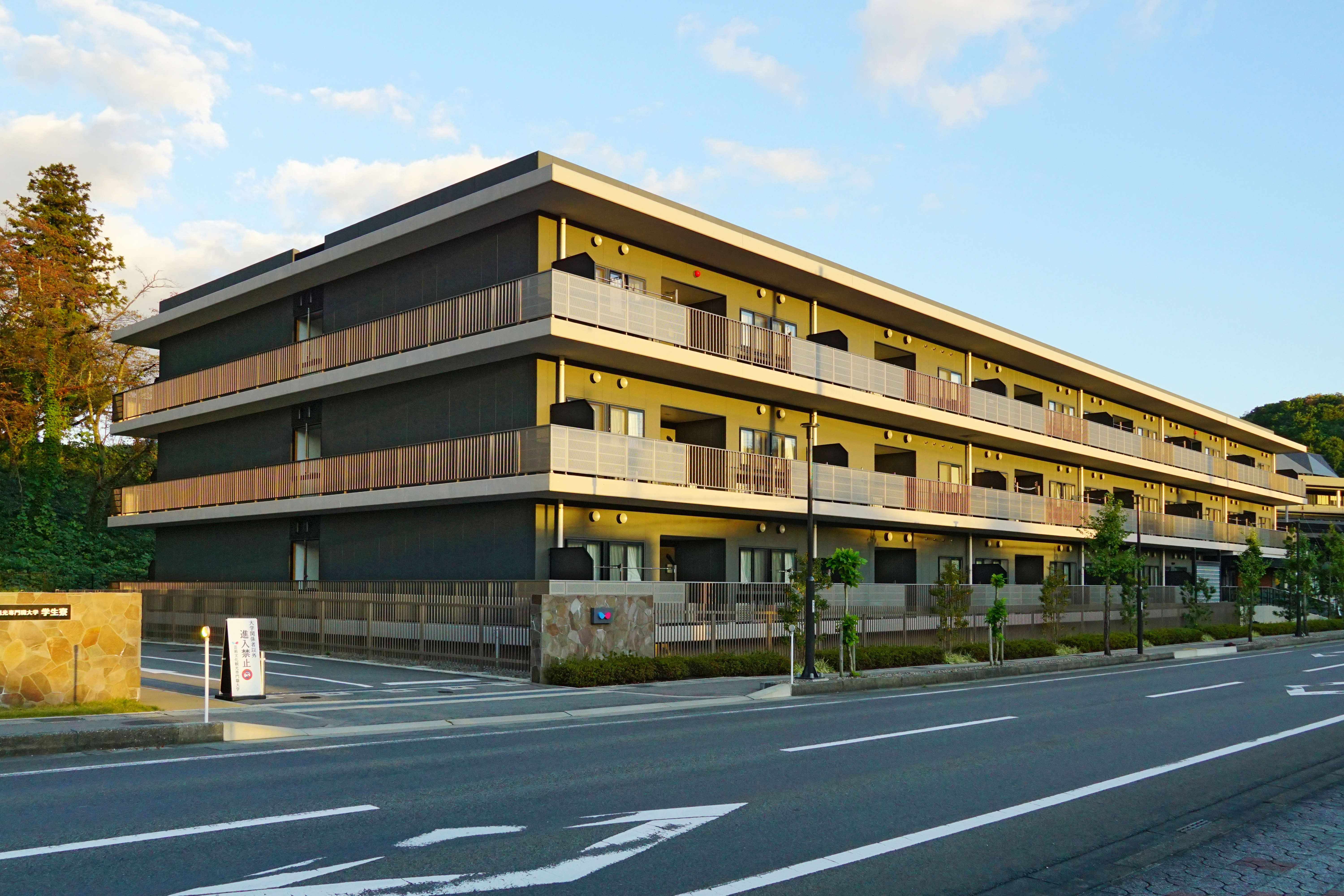
学生寮

芸術文化観光専門職大学（げいじゅつぶんかかんこうせんもんしょくだいがく、略称: CAT、英語: Professional College of Arts and Tourism）は、兵庫県豊岡市に本部を置く公立の専門職大学である。 

## 概要

### 大学全体
2021年4月に開学した。設置認可申請当初は、校名を「国際観光芸術専門職大学」とする予定であったが、あえて「国際」と明記しなくても国際性を前提としているのは自明である点や、校名に職業分野である「芸術文化」と「観光」を含めた方が学修内容が伝わりやすいといった点が考慮され、現在の校名となった。
専門職大学であるため、卒業しても通常の学士の学位は取得できない。それに代わって、芸術文化・観光学部を卒業した者には、「芸術文化学士（専門職）」、「観光学士（専門職）」のいずれかの学位が授与される。

### 教育および研究
学部としては芸術文化・観光学部のみを設置している。演劇を基礎に芸術や文化を学び、地域で活躍する人材の育成を目指す。220人収容の劇場をはじめ、ダンス専用スタジオなど舞台芸術を本格的に学ぶための教育施設を備えている。
演劇を本格的に学べる公立の高等教育機関としては唯一の存在で、演劇と観光の両方を学べる国公立の高等教育機関としては、日本で唯一である。
学部学生数166人、専任教員数39人（2022年5月1日時点）。

## 沿革

### 開学前
- 2016年（平成28年）
  - 8月9日 - 但馬地域3市2町（豊岡市・養父市・朝来市・香美町・新温泉町）による「但馬地域における専門職大学の設置に関する要望書」を兵庫県知事あてに提出[2][3]。
- 2018（平成30年）
  - 4月1日 - 兵庫県庁において専門職大学準備室・専門職大学準備課を設置[2][4]。
  - 4,5月頃[注釈 1] - 但⾺地域専門職⼤学設⽴準備委員会が発足。
  - 8月23日 - 兵庫県が「兵庫県但馬地域における専門職大学基本構想（案）」（仮称：国際観光芸術専門職大学）を発表[6]。翌8月24日、基本構想（案）にかかるパブリックコメントを開始[7]。
- 2019年（令和元年）
  - 10月24日 - 文部科学大臣あてに国際観光芸術専門職大学（仮称）の設置認可を申請[8][9]。
  - 10月30日 - 大学学舎・学生寮の建築工事起工式[9]。[注釈 2]
- 2020年（令和2年）
  - 10月22日 - 文部科学省の大学設置・学校法人審議会において、令和3年度の大学の設置の認可について判定を「可」とする答申がなされる[11]。
  - 10月23日 - 文部科学大臣より大学設置認可[9]。
- 2021年（令和3年）
  - 3月2日 - 学舎・学生寮が完成[12]。[注釈 3]

### 開学以降
- 2021年（令和3年）
  - 4月1日 - 芸術文化観光専門職大学が開学、開学式を挙行[14][15][16]。
  - 7月4日 - 新型コロナウイルスの感染拡大の影響のために延期されていた芸術文化観光専門職大学の開学記念式典を挙行[17][18]。

## 所在地
- キャンパス - 〒668-0044 兵庫県豊岡市山王町7番52号（旧さとう豊岡店跡地[19]）
  - JR山陰本線豊岡駅から徒歩約7分。豊岡市の中心部に位置し、商業施設や文化施設、公的機関などが集まるエリアに立地。

## 組織

### 学部
- 芸術文化・観光学部
  - 芸術文化・観光学科

### 附属機関
- 地域リサーチ&イノベーションセンター
- 学術情報センター
  - 専門職大学学術情報館

## 学校生活
入学料は兵庫県内者282,000円、兵庫県外者423,000円。授業料（年額）535,800円。
1年次は原則全寮制。全室シェアハウス方式で個室は確保されている。 交流スペースなども設置し、留学生を含めた学生同士の活発な交流を通じて、社会性やコミュニケーション力を養う。